# Eupithecia dohertyi
Eupithecia dohertyi là một loài bướm đêm trong họ Geometridae.